# Rogalki
Rogalki – wieś w Polsce położona w województwie kujawsko-pomorskim, w powiecie radziejowskim, w gminie Topólka.
W latach 1975–1998 miejscowość administracyjnie należała do województwa włocławskiego.
W wieku XIX folwark Rogalki wchodził w skład dóbr Opielanka.